# 최범섭
최범섭(崔範燮, 1933년 4월 19일 ~ 1968년 2월 6일)은 일제강점기 이후 베트남전에서 활약한 대한민국 군인이다. 1933년 4월 19일 경기도 평택군 송탄면 서정리 239번지에서 출생하여 이후 6.25전쟁 중에 고려대학교 법학과 2년을 중퇴하고 청운의 뜻과 국가와 민족을 위하여 1951년 육군보병학교 갑종간부후보생 제4기로 입교 동년에 군번 117997을 받고 육군 소위로 임관하였다.

## 생애
- 고려대학교 법학과 2학년에 재학 중이던 당시에 한국전쟁이 발발하자 대학교를 중퇴하고 1951년 10월, 18세의 나이로 육군보병학교 갑종간부후보생 4기로 입교하였다. 이후 6사단 19연대 7중대 소대장에 보직되어 여러 전투에 참가하여 혁혁한 전공을 세웠다. 한 번은 전투중 소대가 중공군 1개 중대에 의해 포위되었다. 병력은 이미 1/3이 손실되고 남은 인원마저 10여명은 경상자였고, 최범섭 소위도 좌측 다리에 파편상을 입었으므로 제대로 움직일 수도 없었다. 그러나 적에게 포로가 될 수는 없다고 생각하고 소대원들은 적을 한 명이라도 더 사살하고 다 함께 죽기를 각오했다. 그러하여 사력을 다한 끝에 적 30여명을 사살하면서 포위망을 탈출하는데 성공했다.[2]
- 이후 그는 연대 교육장교, 중대장, 보병학교 전술학교와 지휘참모학처 교관, 1군사령부 작전처 기획 장교 등을 역임하였고 1963년 소령으로 진급하였다. 이후 군인의 길을 선택하면서 포기하였던 학업의 꿈을 1965년 조선대를 졸업하며 이루었다.[3]
- 최범섭 소령은 1966년 6월, 태권도 교관으로 베트남에 파병되었다. 당시 한국군은 1964년 9월, 의료지원단을 베트남에 파병하면서부터 10명의 태권도 교관을 파병해 남베트남의 군사교육기관에서 태권도를 가르쳤다. 태권도가 한국군을 알리고 위용을 과시하는 첨병의 역할을 수행하게 된 것이다. 그 시기에 파병되었던 최범섭 소령은 메콩강 남쪽 '껀토'에 위치한 남베트남군 제4군단의 태권도 교육을 담당하는 제4지구대장이었다. 당시 껀토 일대에 주둔한 한국군은 태권도 교관단뿐이었다. 따라서 최소령은 그 지역에서 일하고 있던 40여명의 한국 민간인 기술자에 대한 후견인 역할까지 담당해야 했다. 껀토는 매캐한 화약 냄새와 함께 서로가 서로를 죽이는 전쟁의 아비규환이 이루어지던 곳이었다.
- 특히 1968년 1월 31일에 시작된 베트콩의 음력 1월 1일 '뗏(Tet)공세'는 치열했다. 남베트남군의 많은 병력이 고향을 향해 휴가를 떠났으며, 우방국 병력들도 느긋한 휴식을 즐기고 있었다. 그러던 1월 31일 새벽, 남베트남 전역에서 베트콩과 북베트남군의 대규모 공세가 시작되었다. 최범섭 소령이 근무하고 있던 껀토에서도 베트콩의 기습공격은 예외가 없었다. 그때 제4군단사령부에서 상황을 파악하던 최범섭 소령은 무방비상태로 노출되어 있는 한국인 기술자들을 그대로 방치할 수 없었다. 그는 다음날인 2월 1일 아침10시경, 보좌하사관 윤청길 중사를 대동하고, 껀토 시내로 나가 민간인 기술자들을 소집했다. 12시까지 20여 명의 기술자들을 모을 수 있었다. 최범섭 소령은 그들을 남베트남군 제4군단 내 자신의 숙소로 긴급 대피시켰다. 이어 남베트남 군 관계자에게 장갑차 1대와 칼빈 소총 20정을 대여받아 민간인 기술자들을 무장시켜 자체 경비에 임하면서 사태가 호전되기를 기다렸다. 그러나 시내에 침투한 베트콩들의 도발은 점점 더 격화되면서 상황이 악화되기만 했다. 최범섭 소령은 나머지 20여 명의 동포가 위험에 처해 있는 것을 방치할 수 없었다. 그는 나머지 20여 명의 기술자를 구출하기 위해 2월 6일 윤청길 중사를 대동하고, 시내로 달려갔다. 최범섭 소령이 보좌관 윤중사와 함께 시내 구석구석을 찾아다니며 민간인 기술자들을 소집하고 있을 때인 10시 20경이었다. 최 소령 일행은 갑자기 조우한 베트콩 5명과 총격전을 벌이게 되었다. 그들과 교전에서 윤청길 중사가 초전에 전사했다. 최 소령은 다리에 총상을 입었음에도 불구하고, 5발이 장전된 권총으로 응사하며, 교전을 계속한 결과 베트콩 2명을 사살했지만 결국 그도 전사하고 말았다.[4]
- 그의 학력은 1951년 고려대학교 2학년 중퇴 이후 1965년 조선대학교 졸업이다.

## 상훈 경력

태극무공훈장

베트남 전쟁에서 전사한 이후 최범섭 소령은 육군 중령으로 추서되었고 그의 동포 사랑과 책임감을 높이 평가하며 정부는 그에게 태극무공훈장과 화랑무공훈장을 추서하였다.
태극무공훈장이란 전시(戰時) 또는 이에 준하는 비상사태하에서 전투에 참가하여 뚜렷한 무공을 세운 자에게 수여하는 무공훈장의 1등급에 속하는 훈장으로 추서가 된 사람으로는 김경진 중령, 이명수 사령관, 백선엽 장군 등이 있다.

화랑무공훈장

화랑무공훈장이란 전투에 참가하여 용감하게 헌신분투하여 보통 이상의 능력을 발휘하거나, 다대한 전과를 올려 그 공적이 뚜렷한 유공자에게 수여를 하는 무공훈장이다

## 기타
전라남도 장성군 삼서면 학성리 사서함 75-15 육군보병학교에는 현재 최범섭 중령을 추모하기 위한 동상이 세워져있다. 광주지방보훈청에서 관할하고 육군보병학교에서 관리한다.

## 같이 보기
- 박정희, 채명신, 이세호
- 지덕칠

## 참고 문헌
- 『파월월남전사』 제4권(국방부전사편찬위원회, 1982)